# Bobbie Jo and the Outlaw
Bobbie Jo and the Outlaw (br: O Anjo e o Marginal) é um filme de drama policial estadunidense lançado em 1976, dirigido por Mark L. Lester e estrelado por Lynda Carter e Marjoe Gortner.

## Elenco
- Marjoe Gortner como Lyle Wheeler
- Lynda Carter como Bobbie Jo Baker
- Jesse Vint como Slick Callaham
- Merrie Lynn Ross como Perl Baker
- Belinda Balaski como Essie Beaumont
- Gene Drew como Xerife Hicks
- Peggy Stewart como Hattie Baker
- Gerrit Graham como Magic Ray
- John Durren como Deputy Gance
- Virgil Frye como Joe Grant
- James Gammon como Leather Salesman
- Howard R. Kirk como Mr. Potts